# Simone Albergoni
Simone Luca Albergoni, més conegut com a Simone Albergoni   (Treviglio, 15 de setembre de 1981), és un pilot d'enduro italià, Campió d'Europa el 1999 i guanyador, integrant l'equip estatal, del Trofeu Júnior als ISDE del 2001 i del Trofeu als del 2005. A banda, ha estat dotze vegades Campió d'Itàlia.

## Trajectòria esportiva
A 1 de gener de 2010
Albergoni es va interessar per l'enduro a edat primerenca, influït per la passió per aquest esport del seu pare. A set anys li regalaren una motocicleta elèctrica amb què va començar a practicar. Començà a competir a quinze anys, el 1996, essent ja el 1997 Campió d'Itàlia cadet en 50 cc amb una KTM. L'any següent va repetir l'èxit a la cilindrada de 125 cc i va debutar als ISDE, celebrats aquell any a Austràlia.
El 1999, integrat a l'equip KTM-Farioli, fou Campió d'Europa en la categoria de 125 cc i subcampió italià en la mateixa cilindrada. Aquell any formà part també de l'equip estatal júnior als ISDE, a Portugal, classificant-s'hi en segon lloc. El 2000 va ser campió d'Itàlia en 125 cc i repetí el segon lloc al Junior Trophy dels ISDE, a Espanya. guardó que guanyaria finalment a França el 2001, any en què fou tercer en el campionat italià de 125 cc. L'any següent, 2002, fou subcampió en la mateixa categoria a Itàlia i acabà el cinquè al Campionat del Món, guanyant el seu primer Gran Premi a Suècia. El 2003 repetí el subcampionat d'Itàlia en 125 cc.
El 2004 va canviar a l'equip d'Honda Jolly Racing i guanyà el Campionat d'Itàlia de 250 cc 4T, quedant segon a la categoria E1 del Mundial. L'any següent, 2005, acabà el quart al Campionat d'Itàlia i aconseguí la victòria al Trofeu, integrant l'equip italià, als ISDE celebrats a Eslovàquia. El 2006 va revalidar el títol italià i fou subcampió mundial. A partir del 2007 va ingressar a l'equip Yamaha UFO Corse i pilotant una 250 cc de quatre temps va revalidar el títol italià i quedà altre cop subcampió del Món. El 2008 va tornar a ser campió d'Itàlia de la seva categoria i quedà tercer al Mundial, completant la temporada amb un segon lloc al Trofeu amb l'equip estatal als ISDE de Grècia. El 2009, Albergoni va tornar a l'equip de KTM-Farioli, amb el qual va repetir els èxits d'anys anteriors.

## Palmarès
- Campió d'Europa d'enduro 125cc 2T (1999, KTM)
- 12 Campionats d'Itàlia d'enduro: 
  - 1997: 50 cc Cadet (KTM)
  - 1998: 125 cc Cadet (KTM)
  - 2000: 125 cc Júnior (KTM)
  - 2004: 250 cc 4T (Honda)
  - 2005: 250 cc 4T (Honda)
  - 2006: 250 cc 4T (Honda)
  - 2007: 250 cc 4T (Yamaha)
  - 2008: 250 cc 4T (Yamaha)
  - 2009: 250 cc 4T (KTM)
  - 2010: 250 cc 2T (KTM)
  - 2011: 450 cc 4T (Husqvarna)
  - 2012: E1 (Honda)

### Palmarès als ISDE
- 1 Victòria al Trofeu Júnior amb l'equip italià (2001, França)
- 1 Victòria al Trofeu amb l'equip italià (2005, Eslovàquia)